# Saul Kripke
Saul Aaron Kripke (n. 13 noiembrie 1940, Bay Shore⁠(d), Suffolk, New York, SUA – d. 15 septembrie 2022, New York City, New York, SUA) a fost un filosof și logician american. A fost profesor emerit la Universitatea Princeton și a predat cursuri în calitate de Profesor Eminent de Filosofie la CUNY Graduate Center. Din anii 1960 Kripke a fost o figură centrală în domeniile legate de logica matematică, filosofia matematicii, metafizică, epistemologie și teoria mulțimilor. Multe dintre lucrările sale sunt nepublicate, există doar în formă de înregistrări audio sau circulă ca manuscrise private. În anul 2001 a câștigat Premiul Schock în logică și filosofie. Un sondaj recent realizat între filosofi, îl pune pe Kripke printre cei mai importanți 10 filosofi din ultimii 200 de ani.

## Lucrări principale
- 1959. „A Completeness Theorem in Modal Logic”, Journal of Symbolic Logic 24(1):1–14.
- 1963. „Semantical Considerations in Modal Logic”, Acta Philosophica Fennica 16:83–94
- 1971. „Identity and Necessity”, în Identity and Individuation, editor M. K. Munitz
- 1975. „Outline of a Theory of Truth”, Journal of Philosophy 72:690–716.
- 1979. „A Puzzle about Belief”, in Meaning and Use.
- 1980. Naming and Necessity. Cambridge, Mass.: Harvard University Press.  (Numire și necesitate / Saul A. Kripke ; trad. de Mircea Dumitru)
- 1982. Wittgenstein on Rules and Private Language: an Elementary Exposition. Cambridge, Harvard University Press.